# 沖繩硬皮鰕虎
沖繩硬皮鰕虎（学名：Callogobius okinawae），又名沖繩美鰕虎魚，为鰕虎科硬皮鰕虎魚屬下的一个种。